# Gretta Kok
Margretta „Gretta” Kok, po mężu Mevissen (ur. 16 października 1944 w Amsterdamie) — holenderska pływaczka, specjalizująca się w stylu klasycznym. Jest siostrą Ady Kok, która również jest pływaczką.
Kok w wieku 15. lat uczestniczyła w Letnich Igrzyskach Olimpijskich 1960 w Rzymie. Jedyną konkurencją w jakiej wzięła udział było 200 m stylem klasycznym w pływaniu. Podczas tej konkurencji zajęła 5. miejsce.
Cztery lata później, w 1964, Kok ponownie wystartowała na igrzyskach olimpijskich  w Tokio. Pływaczka ponownie wystąpiła w konkurencji 200 m stylem klasycznym, gdzie nie ukończyła dystansu.
W 1966 wystartowała na Mistrzostwach Europy, gdzie w konkurencji 4 × 100 m stylem zmiennym, wraz z Cobie Sikkens, Adą Kok oraz Toos Beumer, zdobyła złoty medal.